# Konstantin Savčiškin
Konstantin Savčiškin (rusky: Константин Савчишкин), (* 15. listopadu 1973, Jelec, Sovětský svaz) je bývalý reprezentant Ruska v judu.

## Sportovní kariéra
Poměrně kontroverzní postava sportovní scény. V roce 2008 byl obviněn z falšování dokladů. Narodil se údajně v roce 1971 a jeho křestní jméno je Dmitrij. S mladším bratrem si vyměnili doklady. Těchto případů jsou však v republikách bývalého Sovětském svazu mraky. Každopádně pokud se toto obvinění potvrdilo tak mu titul juniorského mistra Evropy morálně nenáleží (přestupek je promlčený). Nic to však nemění na jeho sportovních kvalitách. Rusové měli prakticky celá 90. léta problémy s velterovou vahou (polostřední váha). Nemohli najít osobnost, která by svou těžce vybojovanou nominaci potvrdila i na velkém turnaji. Savčiškin dostal příležitost v roce 1995 a v roce 1996 vybojoval pro Rusko po dlouhé době a na dlouhou dobu medaili na mistrovství Evropy ve veltru.
V roce 1996 startoval na olympijských hrách v Atlantě a hned v prvním kole musel bojovat proti aktuálnímu mistru Evropy Bourasovi z Francie. Vyrovnaný zápas měl pod kontrolou Francouz, který ho nutil k faulům. Prohrál na šido a spadl do oprav. V opravách překvapivě nestačil na Argentince Garsíou. Po tomto neúspěchu roli reprezentačního lídra ztratil.
Po skončení sportovní kariéry kolem roku 2004 vedl nějaký čas judistickou školu v Lipecké oblasti a později se snažil prosadit jako sportovní funkcionář. Jeho politická kariéra se však někomu nelíbila viz obvinění.

## Výsledky
| Turnaj             | 1992 | 1993 | 1994 | 1995 | 1996 |
| ------------------ | ---- | ---- | ---- | ---- | ---- |
| Olympijské hry     | dns  | -    | -    | -    | úč.  |
| Mistrovství světa  | -    | dns  | -    | úč.  | -    |
| Mistrovství Evropy | dns  | dns  | dns  | úč.  | 3.   |
| ME juniorů         | 3.   | 1.   | -    | -    | -    |